# Bozjurka
Bozjurka (bulgariska: Божурка) är ett distrikt i Bulgarien.   Det ligger i kommunen Obsjtina Tărgovisjte och regionen Tărgovisjte, i den nordöstra delen av landet, 260 km öster om huvudstaden Sofia.